# A Hatful of Rain
A Hatful of Rain é um drama estadunidense de 1957 dirigido por Fred Zinnemann. O filme era uma raridade para a época, em sua representação franca dos efeitos da dependência de morfina. É um relato médico e sociologicamente preciso dos efeitos da morfina em um viciado e sua família.
O filme faz parte da lista dos 1000 melhores filmes de todos os tempos do The New York Times.